# Heterosexualität

Symbol, das für Heterosexualität genutzt wird

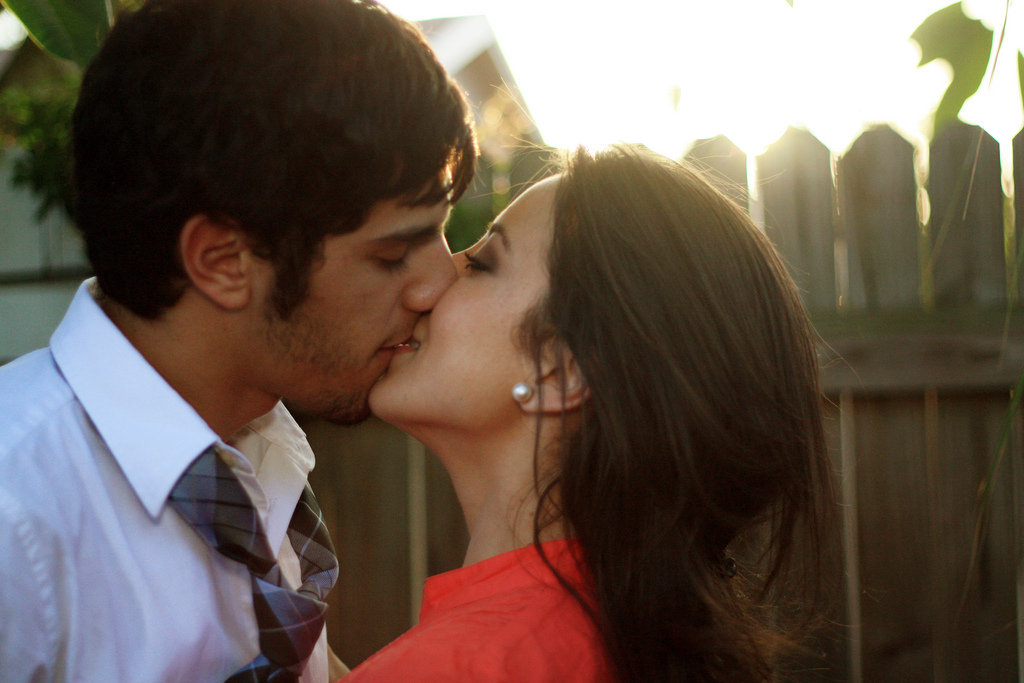
Intime Handlungen eines heterosexuellen Paars

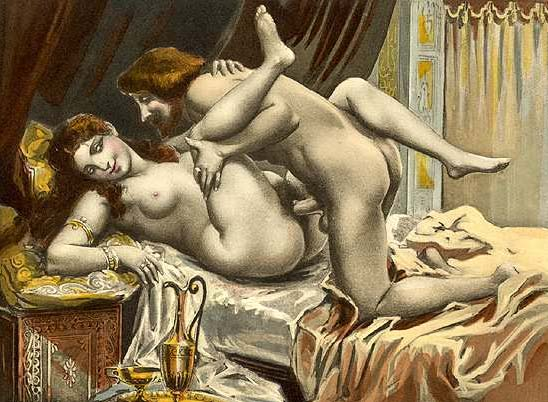
Heterosexueller Geschlechtsverkehr, gemalt von Édouard-Henri Avril (1892)

Heterosexualität (Verschiedengeschlechtlichkeit; sehr selten auch Alloiophilie) ist die sexuelle Orientierung, bei der Romantik und sexuelles Begehren ausschließlich (oder zumindest überwiegend) für Personen des anderen Geschlechts empfunden werden. Das Adjektiv heterosexuell wird auch auf sexuelle Handlungen mit andersgeschlechtlichen Partnern angewendet, wenn die Beteiligten nicht ausschließlich heterosexuell aktiv sind.
Ein ausschließlich heterosexuelles Verhalten ist keine zwingende Voraussetzung für Heterosexualität. Sexuelle Handlungen können – vor allem im Jugendalter – oftmals stärker von sexueller Neugier oder durch gesellschaftliche Erwartungen motiviert sein.

## Etymologie
Der Begriff „Heterosexualität“ ist eine hybride Wortneubildung aus dem Jahre 1868, geprägt vom Schriftsteller Karl Maria Kertbeny aus Griech. ἕτερος heteros ‚der andere‘, ‚ungleich‘ und lat. sexus ‚das männliche und das weibliche Geschlecht‘. Gleichzeitig prägte er als Antonym den Begriff „Homosexualität“. Nach ihm verwendete den Begriff erstmals Gustav Jäger 1881 in der zweiten Auflage seines Buches Die Entdeckung der Seele.
Der Begriff „Heterosexualismus“ wird manchmal vor 1933 verwendet, danach nur sehr vereinzelt und in neuerer Zeit vereinzelt als Synonym für Heteronormativität. Der Begriff „Heterosexualisten“ wird in neuerer Zeit vereinzelt als Antonym in Verbindung mit dem historischen Wort „Homosexualisten“ verwendet.
Der selten verwendete Begriff „Alloiophilie“ wurde von Magnus Hirschfeld spätestens 1918 aus den Griechischen Wörtern ἄλλοιος alloios ‚der andersartige‘ und φιλία philia ‚Freundschaft‘ geprägt.
In der Nuance „Allophilie“ (von ἄλλος allos ‚der andere‘) wird es in anderem Kontext in der Literaturwissenschaft, Biologie, Zoologie und Anatomie verwendet. Alloerotik wurde von Sigmund Freud eingeführt, um die Ausrichtung der Libido auf andere Personen zu beschreiben, im Gegensatz zur Autoerotik, die Kertbeny „Monosexualität“ genannt hatte.
Von LGBT werden Menschen heterosexueller Orientierung im deutschen Sprachgebrauch umgangssprachlich auch als „Heten“ (Einzahl: die Hete, erste Silbe lang und betont, grammatisch feminin, jedoch vorwiegend für heterosexuelle Männer verwendet) oder engl. straight (deutsch etwa: ‚geradlinig‘) bezeichnet. Weiterhin ist die Kurzbezeichnung „Hetero“ üblich, für heterosexuelle Frauen auch „Hetera“.

## Betrachtungsweisen

### Evolutionstheorie
Die heterosexuelle Vermehrung hat sich innerhalb der Evolution der Sexualität vor ca. 600 Millionen Jahren weitgehend gegenüber der asexuellen Reproduktion durchgesetzt und verbessert die Durchmischung der Gene im Rahmen der Fortpflanzung. Die Sexualität des Menschen, sowie einiger anderer Spezies, ist jedoch komplexer, da diese nicht allein auf triebgesteuerte Vermehrung ausgerichtet ist.

### Psychiatrie und Psychoanalyse
Ende des 19. Jahrhunderts wurde die Kategorie der Heterosexualität in Analogie zum psychiatrischen Begriff der Homosexualität geprägt, welche man damals im Gegensatz zur aktuellen Sexualwissenschaft als „krankhafte Perversion“ ansah. Die sexualkonzeptionelle Verortung der Heterosexualität im Lehrgebäude der Wissenschaft verdankt ihre Erfindung daher einer medizinischen Normierung der Lüste, wie sie bereits im 18. Jahrhundert mit dem Kampf gegen die Masturbation begann (Pathologisierung).
Für Sigmund Freud beruhte die Heterosexualität, ähnlich wie die Homosexualität, auf einer lebensgeschichtlichen „Einschränkung der Objektwahl“. Alle Normalen ließen daher, so Freud, „neben ihrer manifesten Heterosexualität ein sehr erhebliches Ausmaß von latenter oder unbewusster Homosexualität“ erkennen.

### Rechtliche und gesellschaftliche Bewertung
Die soziale Bindung zum Sexualpartner kann bei Heterosexuellen verschiedene Ausmaße annehmen. Sie reicht von einem einmaligen Treffen (One-Night-Stand), einer Liebschaft oder Affäre bis zu festen Beziehungen in Form von Partnerschaft, Ehe oder eheähnlicher Verbindung. Anders als bei anderen sexuellen Orientierungen ist die rechtliche Anerkennung einer heterosexuellen Beziehung in jedem Staat der Erde möglich, sofern die Partner dies wünschen und die gesetzlich bestimmen Voraussetzungen (insbesondere Mindestalter und Inzestverbot) dafür erfüllen. Sexuelle Kontakte außerhalb der anerkannten Beziehungen erregen gesellschaftlich oftmals Missfallen, in einigen Ländern werden sie sogar strafrechtlich sanktioniert.
Gewaltfreie, einvernehmliche heterosexuelle Handlungen sind in allen Ländern erlaubt, sofern diese innerhalb einer staatlich anerkannten Partnerschaft (Ehe) stattfinden. Solche Partnerschaftsformen stehen Heterosexuellen in allen Ländern auch zur Verfügung. Außerhalb einer solchen Partnerschaft sind gewaltfreie, einvernehmliche heterosexuelle Handlungen in der Regel erlaubt, sofern die Beteiligten ein Mindestalter haben, das staatlich unterschiedlich bestimmt sein kann. Allerdings ist bzw. war die Gesetzgebung in Bezug auf heterosexuelle und davon unterschiedliche wie beispielsweise gleichgeschlechtliche sexuelle Handlungen in vielen Ländern asymmetrisch. So waren beispielsweise in Deutschland bis 1994 durch § 175 StGB und Österreich bis 2002 durch § 209 heterosexuelle Kontakte mit Jugendlichen jüngeren Alters eher erlaubt als homosexuelle Kontakte.
In einigen islamisch geprägten Ländern wird heterosexuelle Betätigung außerhalb der Ehe strafrechtlich verfolgt. Außereheliche sexuelle Handlungen von verheirateten Frauen und Männern werden oft sogar mit dem Tode bestraft. Prostitution ist in diesen Ländern meist verboten und wird, beispielsweise in Saudi-Arabien, ebenfalls streng bestraft. Die geringe Anzahl der bekannt gewordenen Urteile lässt allerdings vermuten, dass dies bei verheirateten Männern in der Rechtspraxis dieser Länder selten Anwendung findet. Das Prostitutionsverbot kann von Schiiten allerdings durch das Konstrukt der Zeitehe umgangen werden.
In den mehr von der christlichen Kultur geprägten Ländern war Ehebruch bis weit in die zweite Hälfte des 20. Jahrhunderts meist strafbar; die sexuelle Betätigung außerhalb der Ehe wurde als unmoralisch angesehen und durch gesetzliche Regelungen erschwert. So wurde erst im Jahre 1969 in Deutschland der Straftatbestand der Kuppelei, der unter anderem auch die Gewährung von Unterkünften für nicht verheiratete Paare zum Zweck des Beischlafs unter Strafe stellte, zunächst entschärft und dann 1973 weitgehend abgeschafft. Die Wandlung der Sexualmoral, unter anderem infolge der sexuellen Revolution in den 1960er Jahren, und die Möglichkeit der Empfängnisverhütung durch die Pille haben in den christlich geprägten Gesellschaften dazu beigetragen, dass sich im Allgemeinen die moralische Bewertung des vorehelichen Geschlechtsverkehrs verändert hat.
Fast alle Glaubensgemeinschaften halten sexuelle Handlungen zwischen einem Mann und einer Frau für generell zulässig. Einige sehen sie jedoch als sündhaft an und fordern stattdessen einen zölibatären Lebensstil, wie etwa die Shaker, die Harmony Society und das Ephrata Cloister.

### Queer Theory
In Teilen der Queer Theory und den Gay&Lesbian Studies wird Heterosexualität als gesellschaftliches Organisationsprinzip verstanden, siehe hierzu Heteronormativität.